# 古川町橋
古川町橋（ふるかわまちばし）は、京都府京都市東山区にある橋。白川に架かる橋であり、日本百名橋の番外に選ばれている。行者橋、一本橋、阿闍梨橋とも呼ばれる。

## 概要
長さ約12メートル、幅67センチメートル、4径間の石造の桁橋である。今日ある橋は1907年（明治40年）に架け替えられたもので（京都市橋梁台帳）、京都市の市道となっている。橋の北東には古川町商店街、南東には知恩院がある。比叡山の行者が千日回峰行の「京都大廻り」の時に白装束をまとってこの橋を渡ることで知られる。他にも、祇園祭の時には稚児が、粟田神社の祭りの時は氏子が渡る。
橋板（橋桁）は石の板2枚を左右一組とし、対岸まで縦に4つ並べる。人道橋であり自動車は渡れない。橋のたもとには京都市が設置した「一本橋」と題した解説があり、橋の別名の由来を伝えている。

## 歴史
最初の架設年は不明である。江戸時代中期から後期の国学者・有職故実家である橋本経亮（はしもとつねあきら、1755年 - 1805年）の記した随筆『橘窓自語』（1786年）に「一本橋」として見えるのが、文献上の初出である。